# Jettingen-Scheppach
Jettingen-Scheppach é um município da Alemanha, localizado no distrito de Günzburg, no estado de Baviera.
Foi nesta cidade em que nasceu Claus von Stauffenberg, o principal conspirador do Atentado de 20 de julho.